# Diana DeVoe
Diana DeVoe, född 26 oktober 1980 i Hawaii, USA, är en amerikansk skådespelare och regissör inom pornografisk film.
Diana DeVoe har medverkat i över 100 filmer från debuten 1999 tills sista rollen 2007. Hon har även regisserat över 70 filmer.